# Parahestiasula obscura
Parahestiasula obscura är en bönsyrseart som beskrevs av Atilio Lombardo 1995. Parahestiasula obscura ingår i släktet Parahestiasula och familjen Hymenopodidae. Inga underarter finns listade i Catalogue of Life.